# كليرا انديكا
كليرا انديكا (الاسم العلمي: Clerodendrum  indicum)، هو نبات ينتمي إلى شفوية (فصيلة: Lamiaceae).